# Parawixia rigida
Parawixia rigida là một loài nhện trong họ Araneidae.
Loài này thuộc chi Parawixia. Parawixia rigida được Octavius Pickard-Cambridge miêu tả năm 1889.